# August Roeseler

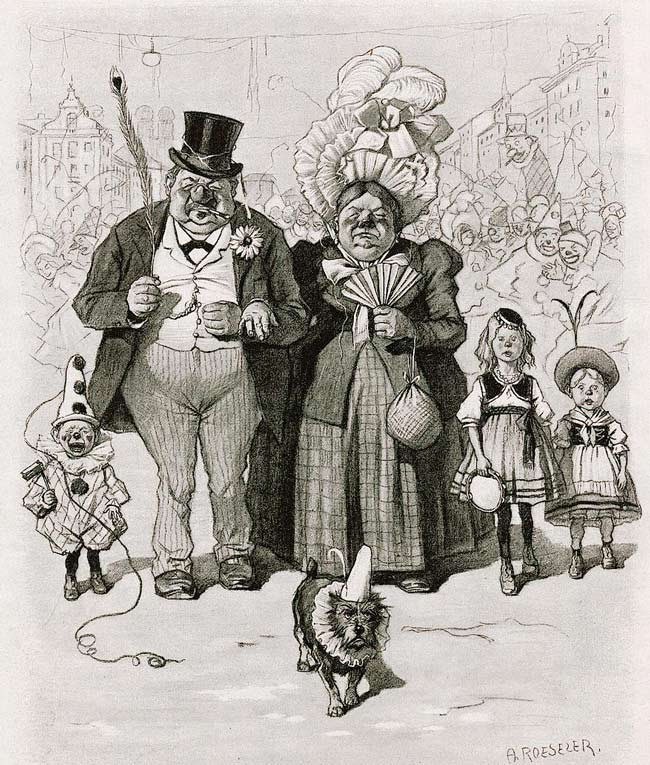
Fliegende Blätter

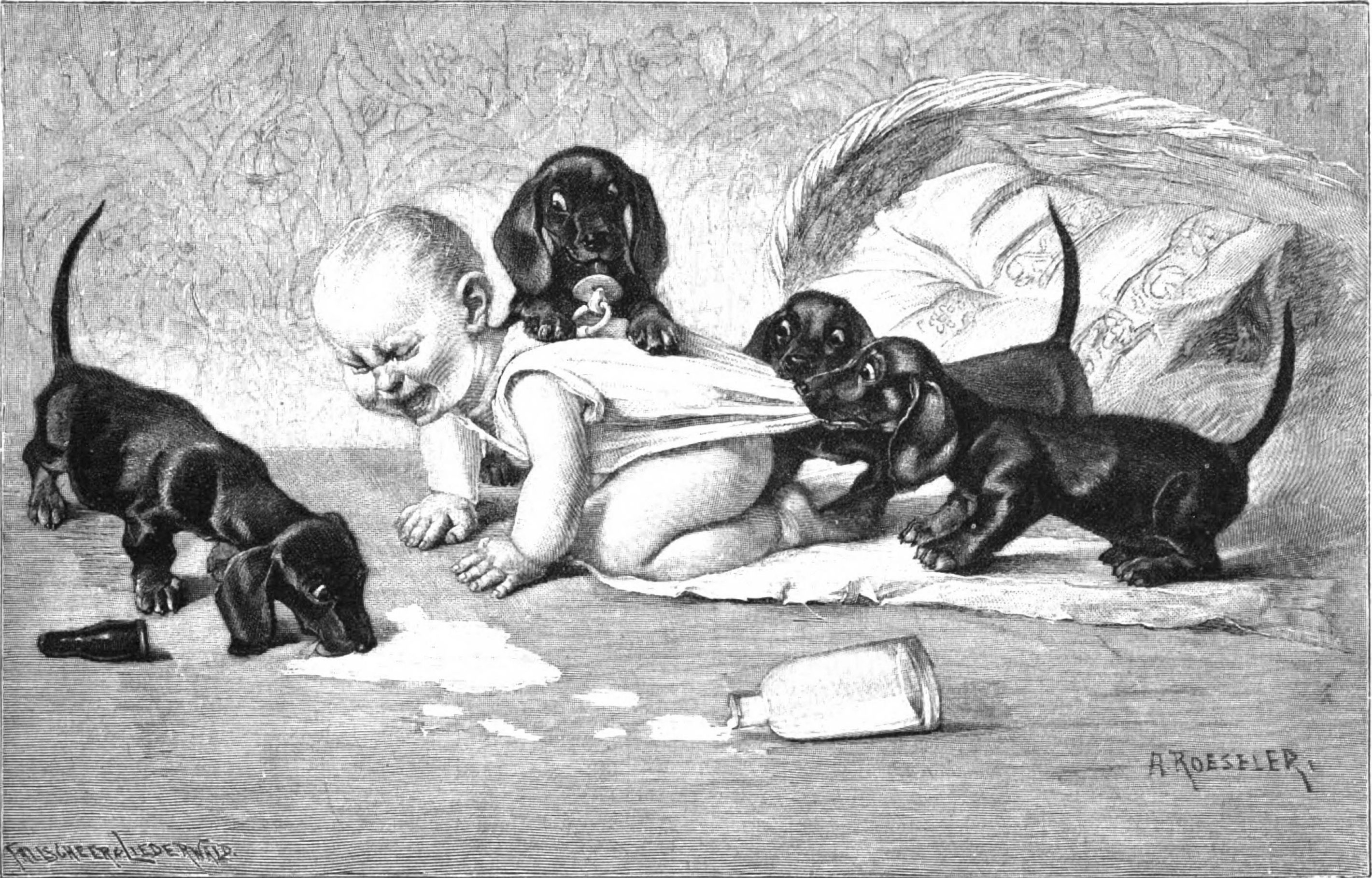
Aus der Gartenlaube (1898)

August Roeseler (auch Röseler, * 1. Mai 1866 in Hamburg; † vor dem 4. Juni 1934 in München) war ein deutscher Maler, Zeichner, Radierer und Karikaturist und als „Dackelmaler“ bekannt.
Roeseler studierte seit dem 15. Oktober 1884 an der Königlichen Akademie der Künste in München bei Wilhelm von Lindenschmit dem Jüngeren. Nach dem Studium war er in München hauptsächlich als Illustrator und Karikaturist tätig.
Er lieferte Illustrationen und Karikaturen an die „Fliegenden Blätter“, „Jugend“ und „Simplicissimus“. Seine Werke waren dem Münchner Kleinbürgermilieu gewidmet. Oft erschienen in seinen Werken Hunde, insbesondere Dackel, was ihm den Spitznamen „Dackelmaler“ brachte.
Daneben beschäftigte sich Roeseler mit der Staffelmalerei und der Plakatkunst.